# Politique au Togo
 (février 2019).
La politique au Togo repose sur un modèle étatique de république parlementaire où le président est chef de l'État et le président du Conseil des ministres, chef du gouvernement. L'actuelle constitution du Togo est adoptée en 2024.

## Institutions

### Pouvoir exécutif
| Président de la République         | Jean-Lucien Savi de Tové | CPP  | 3 mai 2025 |
| Président du Conseil des ministres | Faure Gnassingbé         | UNIR | 3 mai 2025 |

Le président de la République est élu par les députés pour un mandat de quatre ans renouvelable une fois. Le président n'a qu'un rôle honorifique, l'essentiel du pouvoir appartient au président du Conseil des ministres, obligatoirement le chef du parti majoritaire à l'Assemblée nationale.

### Pouvoir législatif
Le pouvoir législatif est exercé par le parlement bicaméral, c'est-à-dire composé de deux chambres, élues pour un mandat de six ans :
- le Sénat, la chambre haute, est composé de 61 sénateurs ;
- l'Assemblée nationale, la chambre basse, est composée de 113 députés.

## Partis politiques
- Parti libéral togolais

## Politiques publiques

### Liberté de la presse
Sous le régime du premier président du Togo, Sylvanus Olympio, qui fonde le Comité de l’unité togolaise, parti unique en 1961, de nombreuses sociétés de presse ont été fermées et on en comptait qu’une dizaine. La plus dominante en 1962, Togo Presse, avait un monopole absolu sur les médias en avançant l’idée d’une union nationale.
La presse écrite sous l’ère du président Eyadéma « 15 avril 1967- 5 février 2005 » était adaptée à la situation sociopolitique du pays qui était sous l’emprise d’une dictature. La liberté d’expression n’y était pas ainsi respectée et il y avait un semblant de pluralisme politique orchestré par le gouvernement. La presse écrite jouait aussi un rôle de propagation d’une idéologie en faveur du régime et en défavorisant les opposants. Togo Presse était un instrument de propagande du Rassemblement du peuple togolais (RPT) et de son chef, le général Gnassingbé Eyadéma. Togo Presse était formellement contrôlée par le gouvernement et soutenait ainsi le gouvernement. La critique y était interdite à l’époque et à la place, le seul journal togolais éditait des communiqués et déclarations officielles, et propageait un culte de la personnalité en lien avec le président. Cependant, à partir de 1990, apparaît une libéralisation des médias avec des feuilles à faible diffusion comme Le courrier du Golfe et Forum-Hebdo qui critiquent durement le gouvernement. Les premières manifestations en fin 1990 et 1991 sont réprimées par les militaires. De violents affrontements entre forces de l’ordre et populations en avril et mai 1991 entraînent une grève générale qui pousse le général a céder et à organiser une conférence nationale. Tous les partis se retrouvent alors pour une négociation. La libéralisation des médias, notamment de la presse, permet de révéler aux populations les brutalités exercées par le régime pendant les vingt dernières années. Cette libéralisation des médias qu’on appelle « Printemps de la presse », est une période commune à tous les pays d’Afrique francophone. Elle a engendré d’un côté la création de deux nouvelles classes de médias. D'un côté, les médias indépendants du régime en place qui présentaient la situation politique du pays mais aussi faisaient la critique du régime en place. D’un autre côté, le régime entame au même moment la création de nouveaux journaux afin de contrer cette critique.
En 2017, dans le cadre de l’Examen périodique universel des Nations unies, le Togo s’était engagé à prendre des mesures contre la torture et d’autres violations des droits humains, mais a refusé de faire une concession en ce qui concerne la modification ou l’abrogation des lois invoquées en défaveur des journalistes. Les autorités ont ainsi continué à réprimer le droit à la liberté d’expression notamment le droit de la liberté de la presse.
Au Togo, les journalistes et les patrons de presse qui luttent pour les libertés se voient infliger des amendes et des procès en justice. C’est ainsi que de nos jours de nombreux cas ont été recensés en matière de violation de la liberté de la presse.
En décembre 2009, Sodji Kouanvi, directeur de la publication du journal Golf Info, a été condamné à payer plus de 80 millions de francs CFA après avoir dénoncé les menaces d’un membre influent du gouvernement en place qui a usé des propos suivants à son égard : « Vous croyez qu’on ne peut pas vous envoyer derrière les barreaux, si on veut ? Vous êtes qui et sur quoi comptez-vous ? Vous pensez qu’on ne peut pas vous asphyxier en vous privant de publicité ? ».
Trois journaux, Le Correcteur, Forum de la Semaine et Liberté ont été poursuivis par la direction générale de la police nationale le 18 mai 2010 pour diffamation et publication de fausses nouvelles après avoir publié des articles à la suite de la mort d’un conducteur de taxi-moto qui étaient poursuivis par deux policiers. Mais la compréhension de cette situation est restée ambigüe où on ne sait pas si les informations sont vraies ou fausses.
Durant le mois d’août 2010, un journaliste a été informé par un officier supérieur de l’armée sur les menaces qui pesaient sur les journalistes qui étaient hostiles au régime et l’inscription de leur nom sur une « liste rouge ». Un d’entre eux, Justin Anani a été menacé à son domicile par des individus non identifiés et fut obligé de vivre dans la clandestinité par la suite.
Après avoir cité le nom de Mey Gnassingbé, demi-frère cadet du président dans une affaire de trafic de drogue, le journal Tribune d’Afrique a été condamné à une interdiction de parution sur toute l’étendue du territoire togolais et à un paiement de 66 millions de francs CFA dont 60 millions de francs CFA à titre de dommages et intérêts, et 6 millions de francs CFA en guise d’amendes.
En juillet 2011, les services secrets togolais, l'Agence nationale du renseignement, ont proféré des menaces de mort à l’encontre de journalistes et une marche organisée pour protester contre les viols abusifs de la liberté de la presse a été réprimée par la gendarmerie togolaise alors que les conditions légales de l’organisation de la manifestation avaient été remplies par les organisateurs.
En 2015, un nouveau code pénal a été promulgué par le gouvernement. L’article 498 de ce nouveau code a provoqué une polémique car le gouvernement décide d’accuser les journalistes de manière assez arbitraire de diffuser des fausses nouvelles. Il suscitait des inquiétudes au sein de la presse togolaise. Cet article punit d’une peine d’emprisonnement de six mois à 2 ans toute publication, diffusion ou reproduction de fausses nouvelles, et une amende allant de 500 000 de francs CFA à 2 000 000 de francs CFA.

## Histoire politique

### L'indépendance
Sylvanus Olympio est le premier président du Togo, mais il est assassiné au cours du coup d'État du 13 janvier 1963 par Gnassingbé Eyadema, qui le revendiquera dans la presse française. Nicolas Grunitzky lui succède pendant quatre ans avant d'être renversé à son tour par Gnassingbé Eyadema, qui prend les rênes du Togo le 13 janvier 1967, et devient président le 14 avril de la même année.

### La période de Gnassingbé Eyadema
À partir de cette date, Gnassingbé Eyadema reçoit un soutien inconditionnel de la France et exerce le pouvoir de manière quasi absolue. En échange, il se charge de stabiliser le pays et d'apporter son aide à la promotion de la paix dans plusieurs pays africains. À cet égard, il est considéré comme un symbole de la françafrique, très critiqué pour ses méthodes de répression envers ses opposants politiques.
Après un plébiscite en 1972, des élections présidentielles ont lieu en 1979 et 1986, dans des conditions controversées.
À partir des années 1990, le pays est en proie à de violentes agitations, ayant pour cause une ouverture du pays, demandée par François Mitterrand. Finalement, en 1991, une Conférence nationale a lieu et sous la contrainte, il est obligé d'accepter la présence d'un Premier ministre. Cependant, en décembre 1991, des chars tirent sur l'immeuble où siège le chef du gouvernement et Gnassingbé Eyadéma reprend le pouvoir sans partage. Le 29 juillet 1992 l'opposant politique Tavio Amorin est assassiné.
Il organise des élections en 1993 et 1998, qu'il gagne sans difficulté. Plusieurs partis politiques de l'opposition refusent d'y participer, car ils jugent que ce ne sont que des mascarades. Durant l'année 1993, l'Union européenne (UE) décide de suspendre l'aide économique au Togo, à la suite des violences qui ont entaché les élections de 1993.
En juillet 1999, à la suite des tensions politiques, la tenue d'élections législatives est décidée. Elles auront finalement lieu fin 2002. C'est le parti de Gnassingbé Eyadéma, le Rassemblement du peuple togolais (RPT), qui remporte les élections, encore une fois avec une importante longueur d'avance.
Eyadéma servira de médiateur, pour le compte de la France, durant la guerre civile de Côte d'Ivoire.
Après que fut annoncée la tenue de nouvelles élections législatives en mars ou avril 2005, l'UE décide en novembre 2004 de commencer à normaliser ses relations avec Eyadéma.
Le 5 février 2005, Gnassingbé Eyadema meurt.

### Succession de Gnassingbé Eyadema
Dans les heures qui suivent sa mort, et en l'absence Fambaré Ouattara Natchaba (Président de l'Assemblée nationale), qui selon l'article 65 de la Constitution doit assurer l'intérim de la présidence, l'armée togolaise prend la décision de confier le pouvoir au fils de Gnassingbé Eyadema, Faure Gnassingbé Eyadema. Un juriste français est appelé en toute hâte pour modifier la constitution et permettre à Faure Gnassingbé Eyadema d'être aussitôt élu à la présidence de l'Assemblée nationale.
On observe dans les jours qui suivent des troupes françaises patrouillant dans Lomé. L'Union africaine par la voix du président de la Commission Alpha Oumar Konaré dénonce un coup d'État militaire. La plupart des pays, l'ONU, la CEDEAO et l'Union européenne exigent le retour à la légalité constitutionnelle. La France se rallie à ce concert des nations.
Malgré l’interdiction de manifester durant la période de deuil national (deux mois) prise le 7 février, une manifestation organisée par les partis de l’opposition rassemble 3 000 personnes à Lomé. Elle est réprimée par les forces de police (trois morts). D’autres manifestations et « journées Togo mort » seront organisées dans les jours suivants, rassemblant jusqu’à 25 000 personnes le 19 février.
Le 19 février, la CEDEAO décide de suspendre le Togo de ses instances.
Le 25 février après des consultations avec Omar Bongo Ondimba et Mouammar Kadhafi, Faure Gnassingbé Eyadema revient au pays et annonce tard dans la soirée sur les ondes de la télévision togolaise sa démission « afin de garantir des chances égales à tous » aux élections qui auront lieu dans les prochaines semaines. Immédiatement après, il est élu président du Rassemblement du peuple togolais (RPT), ancien parti unique de Gnassingbé Eyadema.
À l'extérieur du pays, cette décision est saluée par les organismes internationaux comme l'ONU, la CEDEAO et l'Union africaine. Les deux dernières ont joué durant les trois semaines de la crise togolaise un rôle influent sur cette sortie de crise au Togo. Les Togolais pour leur part n'y voient qu'un subterfuge et doutent de la sincérité des déclarations démocratiques du candidat.
Un proche de la famille du Vieux, un politicien dans le sérail très fermé des ténors du RPT, Abbas Bonfoh, vice-président de l'Assemblée nationale, est élu président de l'Assemblée nationale en l'absence de son président Fambaré Ouattara Natchaba, alors bloqué au Bénin. De fait, il devient selon la constitution en vigueur le président par intérim. Il est tenu d'organiser des élections dans les 60 jours. La communauté internationale salue cette nomination. L'opposition réclame le retour du président de l'Assemblée nationale en titre, Fambare Natchamba Ouattara, qui peut finalement rentrer au pays mais ne peut récupérer son poste. La légalité constitutionnelle n'a donc pas été complètement rétablie.

### Filmographie
- La Rupture, film documentaire de Modeste Sallah, Togo, 2010, 52 min (tourné peu avant l'élection présidentielle de 2010)